# Ministério Público do Estado do Ceará
O Ministério Público do Estado do Ceará (MPCE) é uma instituição pública do Estado do Ceará. É responsável pela manutenção da ordem jurídica no Estado e pela fiscalização do poder público. O MPCE abriga também o Programa Estadual de Proteção e Defesa do Consumidor - DECON.
O MPCE vem, nos últimos anos, sendo reconhecido por sua transparência e boas práticas de governança. Nos anos de 2020 e 2021 recebeu o prêmio de 1° lugar na transparência nacional. Além disso, a instituição é pioneira ao fomentar a cultura, pelo Centro de Estudos e Aperfeiçoamento Funcional (CEAF) e pela Escola Superior do Ministério Público (ESMP), ao instituir o Clube de Leitura MPCE. Tendo como escopo a leitura de livros em geral, abrangendo, em especial, obras da literatura brasileira e regional.

## Localização e contato
Endereço: Rua Maria Alice Ferraz, nº 120, Bairro Engenheiro Luciano Cavalcante, Fortaleza/CE, CEP 60811-295
Telefone: (85) 3226-0913

## Conselho Superior do Ministério Público do Ceará
Presidente: Manuel Pinheiro Freitas (Procurador-Geral de Justiça eleito em 2019 e reconduzido em 2020).
Corregedor-Geral: Pedro Casimiro Campos De Oliveira.
Conselheiros:
| Dra. Vanja Fontenele Pontes             |
| Dra. Luzanira Maria Formiga             |
| Dr. Miguel Ângelo de Carvalho Pinheiro  |
| Dr. Pedro Casimiro Campos de Oliveira   |
| Dr. Francisco Lúcidio de Queiroz Júnior |
| Dr. Luis Laércio Fernandes Melo         |
| Dr. Francisco Xavier Barbosa Filho      |
| Dr. Marcos William Leite de Oliver      |

Secretária dos Órgãos Colegiados:
Flávia Soares Unneberg (Promotora de Justiça)

## Sobre o Conselho Superior do MPCE

### Composição do Conselho Superior
1. O Conselho Superior do Ministério Público tem, como membros natos, o Procurador-Geral de Justiça, que o preside, e o Corregedor-Geral do Ministério Público. Integram-no, ainda, mais sete Procuradores de Justiça anualmente eleitos pelo voto direto, secreto e igualitário de todos os Procuradores e Promotores de Justiça em atividade. As suas decisões “serão motivadas e publicadas, por extrato, salvo nas hipóteses legais de sigilo ou por deliberação da maioria de seus integrantes.”
2. Ao Conselho Superior do Ministério Público compete (Lei nº 8.625/93,art.15):
I – elaborar as listas sêxtuplas a que se referem os arts. 94, caput e 104, parágrafo único, II, da Constituição Federal;
II – indicar ao Procurador-Geral de Justiça, em lista tríplice, os candidatos a remoção ou promoção por merecimento;
III – eleger, na forma da Lei Orgânica, os membros do Ministério Público que integrarão a Comissão de Concurso de ingresso na carreira;
IV – indicar o nome do mais antigo membro do Ministério Público para remoção ou promoção por antiguidade;
V – indicar ao Procurador-Geral de Justiça Promotores de Justiça para substituição por convocação;
VI – aprovar os pedidos de remoção por permuta entre membros do Ministério Público;
VII – decidir sobre vitaliciamento de membros do Ministério Público;
VIII – determinar por voto de dois terços de seus integrantes a disponibilidade ou remoção de membros do Ministério Público, por interesse público, assegurada ampla defesa;
IX – aprovar o quadro geral de antiguidade do Ministério Público e decidir sobre reclamações formuladas a esse respeito;
X – sugerir ao Procurador-Geral a edição de recomendações, sem caráter vinculativo, aos órgãos do Ministério Público para o desempenho de suas funções e a adoção de medidas convenientes ao aprimoramento dos serviços;
XI – autorizar o afastamento de membro do Ministério Público para frequentar curso ou seminário de aperfeiçoamento e estudo, no País ou no exterior;
XII – elaborar seu regimento interno;
XIII – exercer outras atribuições previstas

## Unidades Regionais
Além da sede em Fortaleza, o MPCE possui 9 Unidades Regionais em Municípios da Região Metropolitana e do Interior do Ceará, quais sejam:
| UNIDADE REGIONAL    | SEDE              |
| ------------------- | ----------------- |
| 1ª Unidade Regional | Juazeiro do Norte |
| 2ª Unidade Regional | Iguatu            |
| 3ª Unidade Regional | Quixadá           |
| 4ª Unidade Regional | Russas            |
| 5ª Unidade Regional | Maracanaú         |
| 6ª Unidade Regional | Caucaia           |
| 7ª Unidade Regional | Sobral            |
| 8ª Unidade Regional | Tianguá           |
| 9ª Unidade Regional | Crateús           |